# Кухарівка (Пуховицький район)
Кухарівка (біл. вёска Кухараўка) — село в складі Пуховицького району Мінської області, Білорусь. Село підпорядковане Новопольській сільській раді, розташоване в центральній частині області.